# Mirlind Kryeziu
Mirlind Kryeziu (* 26. Januar 1997 in Zürich) ist ein kosovarisch-schweizerischer Fussballspieler.

## Karriere

### Verein
Kryeziu begann seine Laufbahn in der Jugend des FC Zürich. In der Saison 2014/15 kam er zu zwei Partien für die zweite Mannschaft in der drittklassigen Promotion League. Zur Saison 2015/16 wurde er an den Zweitligisten FC Biel-Bienne verliehen. Am 4. Oktober 2015, dem 11. Spieltag, gab er beim 0:2 gegen den FC Schaffhausen sein Debüt in der Challenge League, als er zur zweiten Halbzeit für Beg Ferati eingewechselt wurde. Bis Saisonende absolvierte er 15 Spiele in der zweithöchsten Schweizer Spielklasse. Nach Leihende kehrte er zur folgenden Spielzeit 2016/17 zum FCZ zurück. Bis zum Ende der Saison spielte er 17-mal für die Reserve in der Promotion League, wobei er ein Tor erzielte. Zudem bestritt er im Februar 2017 drei Spiele für die Profis in der Challenge League und traf dabei einmal. Der Absteiger erreichte schlussendlich den direkten Wiederaufstieg in die Super League. 2017/18 kam er zu vier Ligaeinsätzen für die Reserve (ein Tor), bevor er am 31. März 2018 (27. Spieltag) beim 1:1 gegen den FC Sion für die Profis in der erstklassigen Super League debütierte, als er in der Startelf stand. Bis Saisonende spielte er achtmal in der höchsten Schweizer Liga und einmal im Finale des Schweizer Cup, das der FCZ mit 2:1 gegen den BSC Young Boys gewann. 2018/19 bestritt er ein Spiel für die zweite Mannschaft sowie 18 Partien in der Super League. Im Schweizer Cup, in dem der FC Zürich im Halbfinale gegen den FC Basel verlor, absolvierte er zwei Spiele. Ausserdem kam er dreimal in der UEFA Europa League zum Einsatz, für die man sich über den Cupsieg qualifiziert hatte. Die Gruppenphase beendete der FCZ als Zweiter und schied daraufhin in der Zwischenrunde gegen den SSC Neapel aus. 2019/20 wurde er erneut regelmässig in der ersten Mannschaft eingesetzt und machte bis zum Ende der Spielzeit 21 Partien in der Super League, wobei er ein Tor schoss. Im Schweizer Cup spielte er zweimal; der FCZ verlor schlussendlich im Achtelfinale gegen den BSC Young Boys. Nach einem weiteren Spiel in der Super League schloss er sich im Februar 2021 dem Zweitligisten SC Kriens an. Bis Saisonende kam er neunmal in der Challenge League und einmal im Schweizer Cup, in dem das Team im Viertelfinale dem Servette FC unterlag, zum Einsatz. Nach Leihende kehrte er zur Spielzeit 2021/22 zum FC Zürich zurück und etablierte sich als Stammspieler des Schweizer Meisters 2022.

### Nationalmannschaft
Kryeziu spielte zwischen 2013 und 2017 insgesamt 31-mal für Schweizer U-Nationalmannschaften, wobei er zweimal traf. Bereits 2018 entschied sich Mirlind aber, für den Kosovo aufzulaufen, und schaffte es in das Aufgebot der kosovarischen Nationalmannschaft. Er musste sich indes bis 2021 gedulden, ehe er zu seinem Länderspieldebüt für sein Heimatland kam.

## Erfolge
- Schweizer Meister 2022
- Schweizer Cupsieger 2018